# Dhamali
Dhamali (nep. धमली) – gaun wikas samiti w zachodniej części Nepalu w strefie Seti w dystrykcie Achham. Według nepalskiego spisu powszechnego z 2011 roku liczył on 710 gospodarstw domowych i 3801 mieszkańców (2095 kobiet i 1706 mężczyzn).